# Leioproctus bathycyaneus
Leioproctus bathycyaneus là một loài Hymenoptera trong họ Colletidae. Loài này được Toro mô tả khoa học năm 1973.